# しなの鉄道
しなの鉄道株式会社（しなのてつどう、英: Shinano Railway Co., Ltd.）は、長野県上田市に本社を置く第三セクター鉄道事業者。北陸新幹線の開業に伴い、東日本旅客鉄道（JR東日本）から1997年（平成9年）と2015年（平成27年）にそれぞれ経営分離された長野県内の並行在来線（しなの鉄道線、北しなの線）を経営している。

## 概要
整備新幹線開業に伴い、JRの経営を離れる在来線を引き継いだ、初の鉄道会社である。
しなの鉄道は当初、1998年長野オリンピックの開催に合わせて整備された北陸新幹線高崎駅 - 長野駅間（長野（行）新幹線）の開業に伴い、JR東日本から経営移管されることとなった信越本線の軽井沢駅 - 篠ノ井駅間を、JR東日本に代わって経営する会社として設立された。同区間は1997年（平成9年）10月1日の新幹線開業と同時に、しなの鉄道へ移管されて同社のしなの鉄道線として開業した。
しなの鉄道線開業当初は、長距離客が新幹線に移乗したことなどにより経営は苦しく、2001年9月の中間決算では累積赤字が24億円以上になり、資本金23億円を上回る債務超過状態に陥った。そのため、同年に「しなの鉄道経営改革に向けての提言」を策定。2002年6月、エイチ・アイ・エス (HIS) 創業者の澤田秀雄に再建を要請し、同社から杉野正を社長に迎えた。杉野は退任するまでの2年間、高齢者の乗降介助を行う乗務員「トレインアテンダント」やサポーター制度の新設といった利用促進策や経営合理化を進めた。不公平な契約の解消など様々な無駄の削減や第三セクター特有のお役所仕事的な社風の変革などに取り組んだ一方、2002年に連絡乗車券の発売駅・発売範囲を大幅に縮小するなど旅客サービスの後退もあった。
杉野の半ば体育会系・営業マン的な経営手法により、しなの鉄道は減価償却費前の利益で黒字を計上するようになったものの、2004年には減損会計導入を進めたい当時の長野県知事田中康夫と「上下分離方式」を主張する杉野が対立して、杉野は社長を辞任。スカイマークエアラインズ（現・スカイマーク）元社長の井上雅之を社長に迎えて減損会計に踏み切り、その結果、2005年度決算において開業以来の初めて最終損益において黒字を計上するに至った。井上の下でも、駅構内で宝くじを販売するなど異業種的な発想の増収策が実行された。
井上は2008年9月30日付で退任し、空席となっていた社長のポストには、2009年6月からJR東日本出身の浅海猛が就任。分離元鉄道事業者の社長は設立以来初めてのことであった。これは、2015年（平成27年）春に予定されていた北陸新幹線の長野駅 - 金沢駅間延伸開業に伴い、JRから経営分離される信越本線の長野駅以北区間の経営主体として、しなの鉄道が候補に挙がっている点を睨んでの起用である旨を、当時の長野県知事村井仁が示唆している。
その長野駅以北の県内区間にあたる信越本線の長野駅 - 妙高高原駅間についても、しなの鉄道が運営主体となる旨が2012年4月に決定し、2013年3月には同区間の路線名称を「北しなの線」とすると発表した。北しなの線は同新幹線の延伸開業日にあたる2015年3月14日に開業し、同日以降、しなの鉄道が運営する鉄道路線は前者のしなの鉄道線と、後者の北しなの線の2路線となった。なお篠ノ井駅 - 長野駅間は同新幹線の延伸開業後も引き続きJR東日本が運営するため、しなの鉄道線と北しなの線は同区間を挟んで直接接続しない飛地的な路線となっている（北しなの線の経営引き受けの経緯は「しなの鉄道北しなの線」を参照）。
社長職は2016年、東京海上日動火災保険出身の玉木淳に交代した。東京海上日動社長の北沢利文が長野県出身である縁で県から要請を受けたことと、東京海上日動が長期的な保険市場の開拓も視野に地方再生を支援していることが背景となった。玉木は沿線の人口減少や今後必要となる車両更新費用に備えて、観光・行楽と通勤両面で利用客取込を進める方針を示している。
2019年には、玉木を専務として支えた春日良太（長野県庁出身）が社長を引き継いだ。
2020年初頭からの新型コロナウイルス感染拡大の影響により輸送人員、旅客収入がともに大きく減少。2021年3月期決算では6期ぶりに赤字に転落した。春日は2022年春のダイヤ改正で減便する方針を示した。
その後も赤字経営が続いており、2023年12月14日に社長の土屋智則に長野県知事の阿部守一、東御市長の花岡利夫が東京の国土交通省を訪れ、同大臣の斉藤鉄夫にホーム短縮などの規模縮小やIC乗車カード導入のための支援を要請した。また将来的にはしなの鉄道線の信濃追分駅 - 上田駅間、北しなの線の黒姫駅 - 妙高高原駅間の単線化を検討していると報じられた。

## 歴史
駅の新設・路線の設備・列車の運行関係は「しなの鉄道線#歴史」「しなの鉄道北しなの線」を参照。
- 1991年（平成3年）8月30日：「長野県第三セクター鉄道検討協議会」発足[14]。
- 1996年（平成8年）
  - 3月26日：社名決定[15]。
  - 4月19日：設立総会開催[14]。
  - 5月1日：会社設立[14][16]。
- 1997年（平成9年）
  - 6月19日：軽井沢駅 - 篠ノ井駅間 65.1 km の第一種鉄道事業免許を取得[16]。
  - 10月1日：しなの鉄道線 軽井沢駅 - 篠ノ井駅間が開業[4][16]。
- 2001年（平成13年）3月22日：運賃改定（10 %値上げ）。JR東日本との乗継割引額を縮小。
- 2002年（平成14年）
  - 3月25日：本社を長野市から上田市に移転。
  - 4月1日：滋野駅の業務を有限会社しげのマツバタクシーに委託。
  - 7月12日：レールサポーターとトレインサポーター募集開始。
  - 9月9日：主要駅や列車に「トレインアテンダント」を配置。
  - 10月1日：JR各社との連絡運輸取扱範囲縮小。
- 2003年（平成15年）4月1日：中軽井沢駅の業務を星野リゾートへ委託。
- 2005年（平成17年）
  - 2月25日：産業活力再生特別措置法に基づく事業再構築計画が認定。
  - 10月1日：上田電鉄発足記念で同社と共同で「ゆぅみぃ土・休日フリーきっぷ」発売。以後、毎年秋に発売。
- 2006年（平成18年）
  - 1月21日：3月20日までの毎日、篠ノ井駅 - 小諸駅の各駅から軽井沢駅までを利用する乗客を対象にした往復割引切符「軽井沢“Qっと”往復割引フリーきっぷ」を販売。通常運賃で各駅から軽井沢駅までを往復利用するより、約15 %割引の発売額で設定。乗車日から2日間有効で、乗車駅から軽井沢駅までの間は乗降自由。
  - 7月1日：「しなの鉄道ファンクラブ」創設。
  - 11月：軽井沢・プリンスショッピングプラザでの「プラチナバーゲン」にあわせて23、25、26の各日、臨時の「プラチナバーゲン列車」を運行するとともに、バーゲン期間中に利用できるフリー切符を発売。軽井沢駅 - 篠ノ井駅間で1日乗り降り自由で発売額は大人1200円、子供600円。このほかに1000円分の金券と食事券（特別メニューで1600円相当）、ショッピングクーポンブックが付いた「プラチナゆぅみぃ土日フリーきっぷセット」（大人3800円、子供3200円）も販売。
- 2007年（平成19年）
  - 6月1日：運賃改定（12.5 %値上げ。初乗り運賃が160円から180円に）およびJR東日本との乗継割引運賃の割引率を縮小。通年回数券の名称「連絡11回数券」を改め「千曲川回数券」に変更。
  - 10月1日：全線（軽井沢駅 - 篠ノ井駅）が1日乗り放題となる「開業10周年記念フリーきっぷ」を発売。大人用は1300円で500枚、小人は650円で250枚を販売。
- 2012年（平成24年）
  - 4月17日：臨時株主総会で北陸新幹線長野駅 - 金沢駅間開業に伴い経営分離される信越本線のうち、長野駅 - 妙高高原駅間の経営引き受けを決定[7]。
  - 9月1日：公式サイトが大幅にリニューアル。
- 2013年（平成25年）
  - 3月27日：長野駅 - 妙高高原駅間の路線名を「北しなの線」に決定[7]。
  - 4月29日：さよなら運転を最後に169系電車の運用終了。
  - 10月1日：「しなてつファンクラブ」創設[17]。
  - 12月6日：しなの鉄道が国土交通省に北しなの線の鉄道事業許可を申請[7]。
- 2014年（平成26年）
  - 2月28日：長野駅 - 妙高高原駅間 37.3 km の第一種鉄道事業許可を取得[7][18]。
  - 7月11日：観光列車「ろくもん」が軽井沢駅 - 長野駅間にて運行開始[19]。
- 2015年（平成27年）3月14日：北しなの線 長野駅 - 妙高高原駅間が開業[7][8]。
- 2018年（平成30年）3月26日：台湾鉄路管理局（台鉄）との友好協定、しなの鉄道線田中駅と台鉄田中駅の姉妹駅協定を締結[20]。
- 2020年（令和2年）
  - 7月4日：SR1系電車営業運転開始[21][22]。
- 2023年（令和5年）
  - 3月18日：ダイヤを全面的に見直し。昼間の普通列車の上田駅 - 長野駅間の運転間隔を40分ごとに規則化[23]。しなの鉄道線・北しなの線の最高速度・線路等級を引き下げ[23][24]。
  - 4月1日：JR東日本・えちごトキめき鉄道との乗継割引制度を廃止[23]。
- 2026年（令和8年）3月：交通系ICカードSuica導入予定[25][26][27]。

## 路線
営業する路線についての詳細は下記の記事を参照のこと。
- しなの鉄道線：軽井沢駅 - 篠ノ井駅間 (65.1 km)
- 北しなの線：長野駅 - 妙高高原駅間 (37.3 km)

篠ノ井駅・長野駅はJR東日本、妙高高原駅構内はえちごトキめき鉄道の管理。

### 篠ノ井駅 - 長野駅間の譲渡問題
1997年（平成9年）に軽井沢駅 - 篠ノ井駅間の並行在来線区間がしなの鉄道へ移管された後も、信越本線の篠ノ井駅 - 長野駅間についてはJR東日本側が「篠ノ井線の特急列車ダイヤ調節のため」などを理由に経営分離せず引き続き運営を継続していることから、しなの鉄道は最も運賃収入が見込まれる同区間について早期の経営権譲渡を求めていた。当時の社長である杉野正は「いいとこ取り、初めから知ってたんだと思います」と批判し「JR東日本の都合のいいように契約が結ばれている」と不満を述べていた。
長野県とJR東日本長野支社が2002年（平成14年）に実施した共同調査によると、同区間の運賃収入は年間約14億円にのぼるとされ、県としなの鉄道ではこれを基に同区間の経営権を見直す旨について検討を進めてきた。しかし、2009年（平成21年）6月4日に開かれた「長野以北並行在来線対策協議会」の幹事会において、仮にしなの鉄道が同区間の経営権を得た場合、JR東日本をはじめとするJRグループ各社との間で列車の運行調整を担うのは技術や経費等の問題から困難である点が指摘され、また当時のしなの鉄道の実績を基に人件費・駅管理費等の維持コストを推計して営業損益を試算したところ、年間約10億円の損失が生じるとの結果が報告されるなど、予想以上にコストを要することが判明した。これらを基に検討した結果、同区間については引き続き従来通りJR東日本が運営し、しなの鉄道が乗り入れる方式を継続することが適当とする結論に至り、JR東日本に経営権の見直しを求めない方針に転換した。

## 車両

### 現有形式

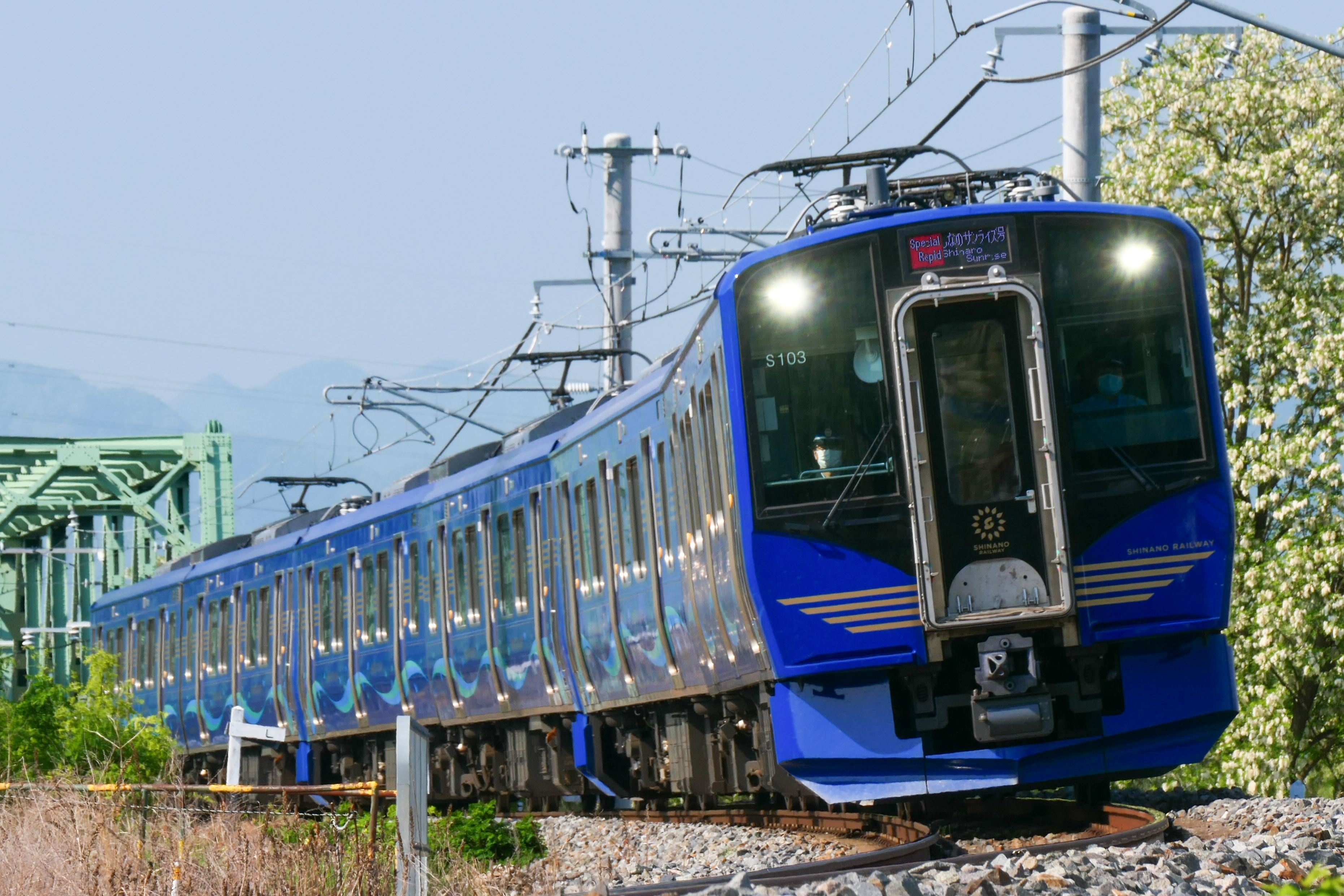
SR1系100番台 （ライナー編成）
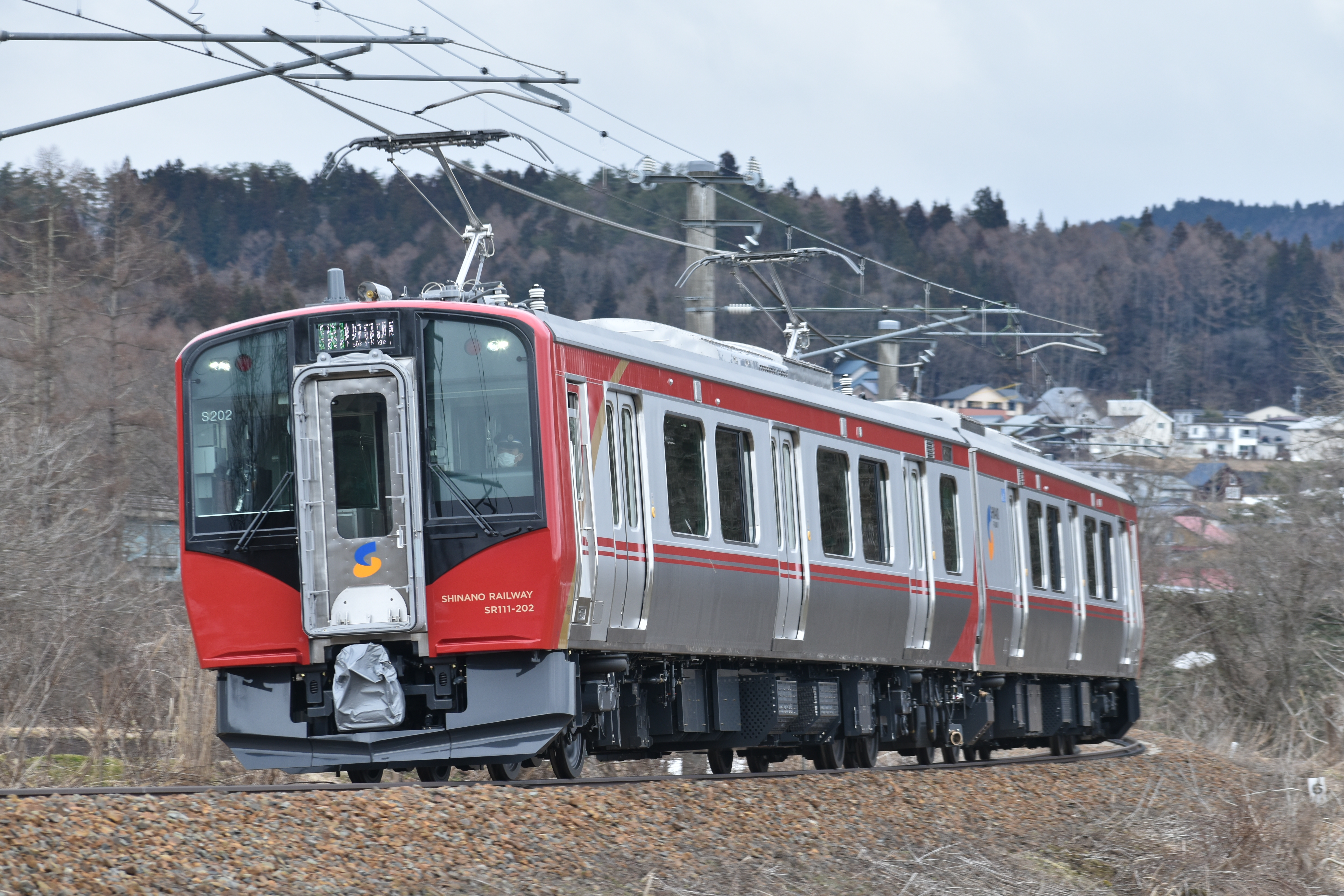
SR1系200番台
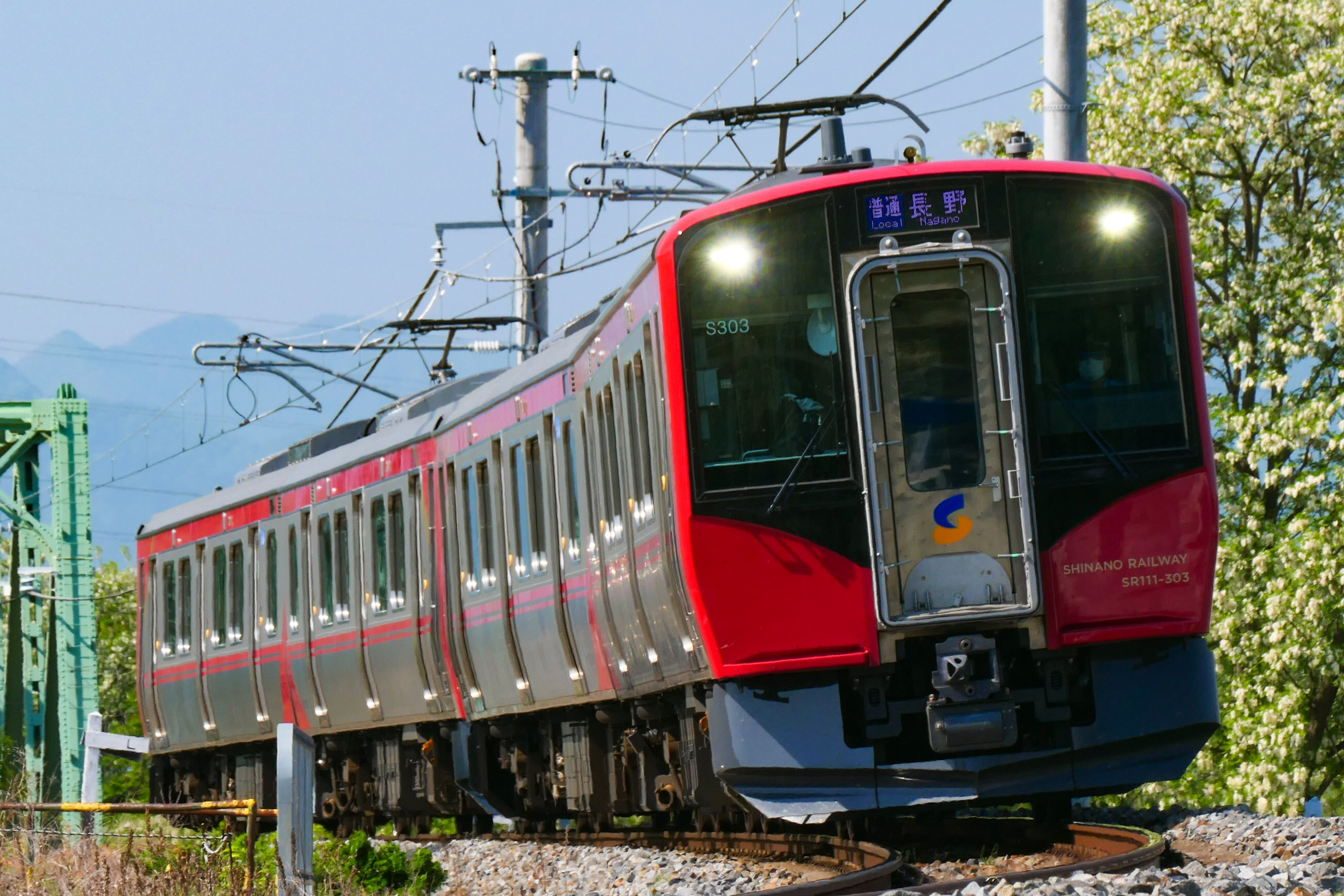
SR1系300番台

115系
JR東日本の115系の譲受車で、2024年4月時点で3両編成8本（S1・S3・S4・S7 - S11編成）が在籍する。いずれも1000番台とその改造車の1500番台である。開業時点では3両編成のみ保有していたが、2013年3月16日のダイヤ改正に合わせてJR東日本より追加で譲り受けた2両編成7本の運用を開始した。また3両編成のうち1本（S8編成）は、2014年に観光列車「ろくもん」に改造されている。
都市型ワンマン運転を行うため、すべての編成にワンマン運転用補助設備が搭載されている。「ろくもん」も、ワンマン仕様車をベースに改造している。また、すべての編成にドアチャイムが搭載されている。
クハ115またはクモハ114にトイレが設置されているが、開業当初戸倉駅に併設する車両基地にし尿処理の設備が整っていなかったことから、現在まで使用停止とされている。
3両編成はしなの鉄道線・北しなの線で単独の3両または2本連結した6両で運用され、2023年3月までは2両編成を連結した5両編成でも運用された。
2013年7月31日に3両編成最後の未更新車S5編成が廃車されて3両編成はリニューアル車で統一された。2020年になり後述のSR1系の導入に伴い廃車が再開され、2022年4月までにS6編成、S23編成、S25編成、S27編成、S16編成、S26編成、S15編成、S22編成、S13編成の9編成25両が廃車となっている。
このうち、S26編成は2両編成最後の未更新車であったため、しなの鉄道保有の115系電車はリニューアル車で統一された。
2021年9月26日より、S2編成を使用したラッピング電車「佐久地域星空トレイン『晴星（ハレボシ）』」の運行が開始された。「晴星」は、2024年3月にラストランセレモニーが行われ、廃車となった。
2023年3月17日をもってS12、S21、S24編成が運用を離脱。これにより115系による2両編成および5両編成での運用が消滅し、この3編成は同年6月までに廃車解体されている。
2028年までに全編成の運用を終了する予定である。

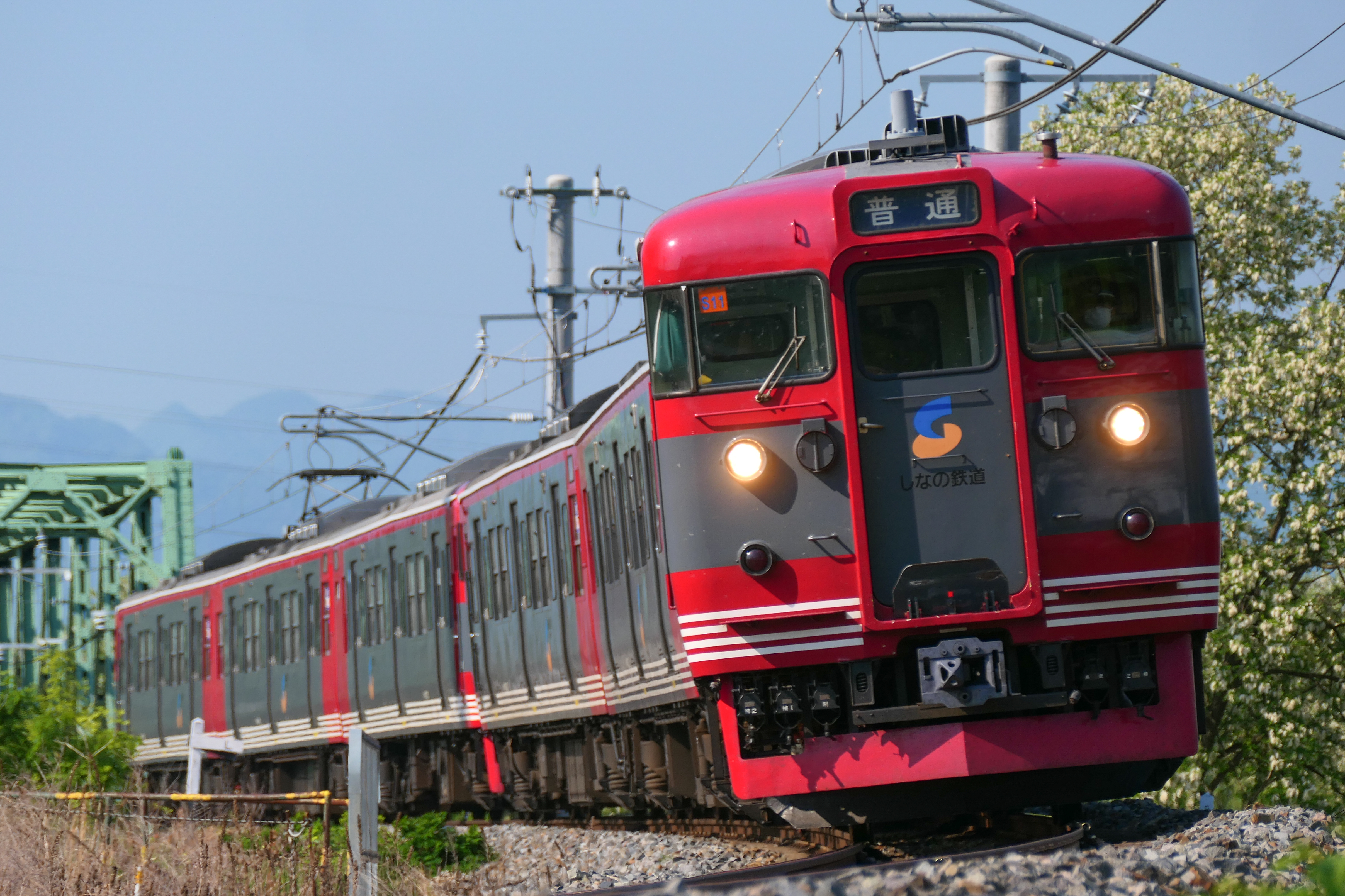
115系
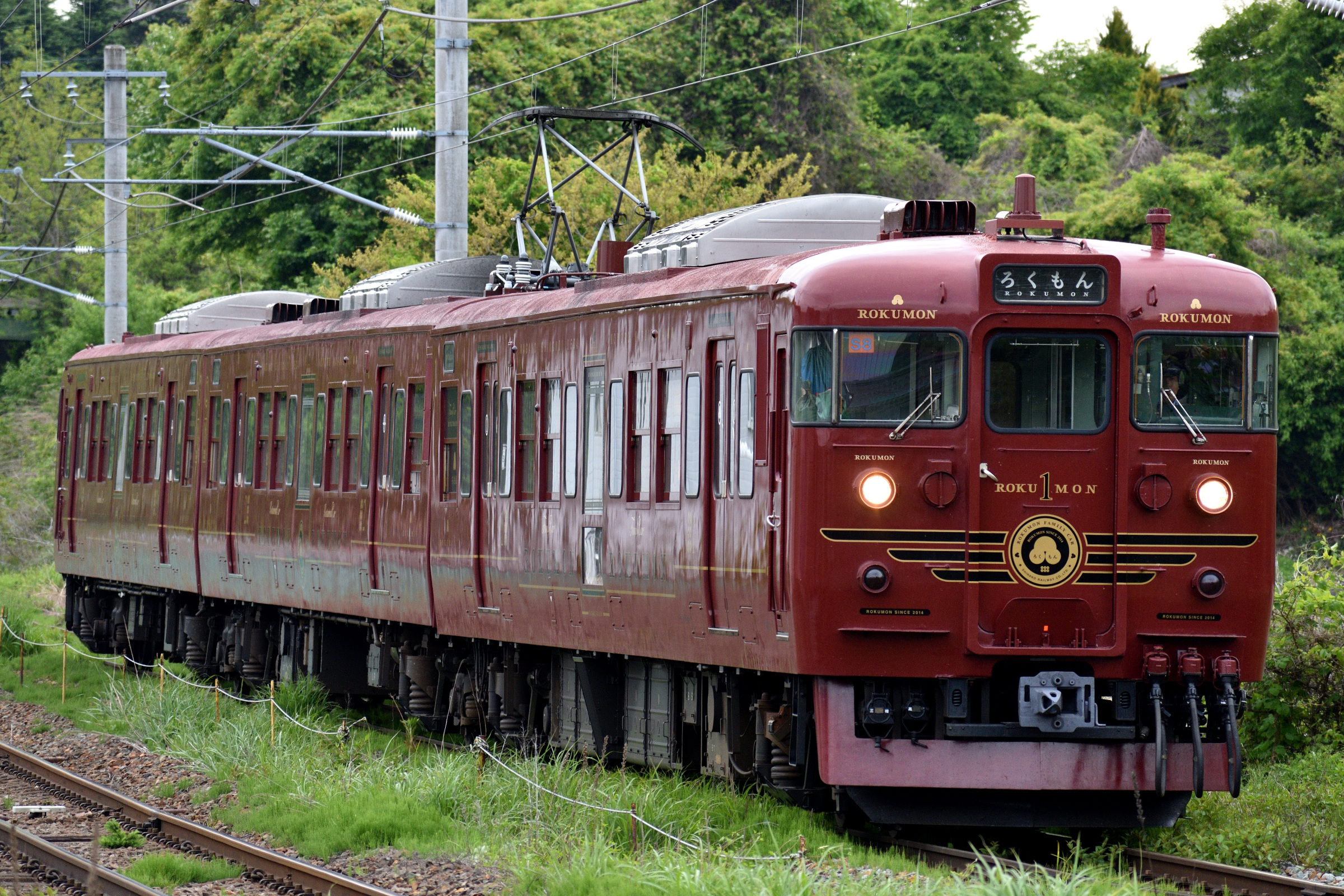
115系観光列車「ろくもん」
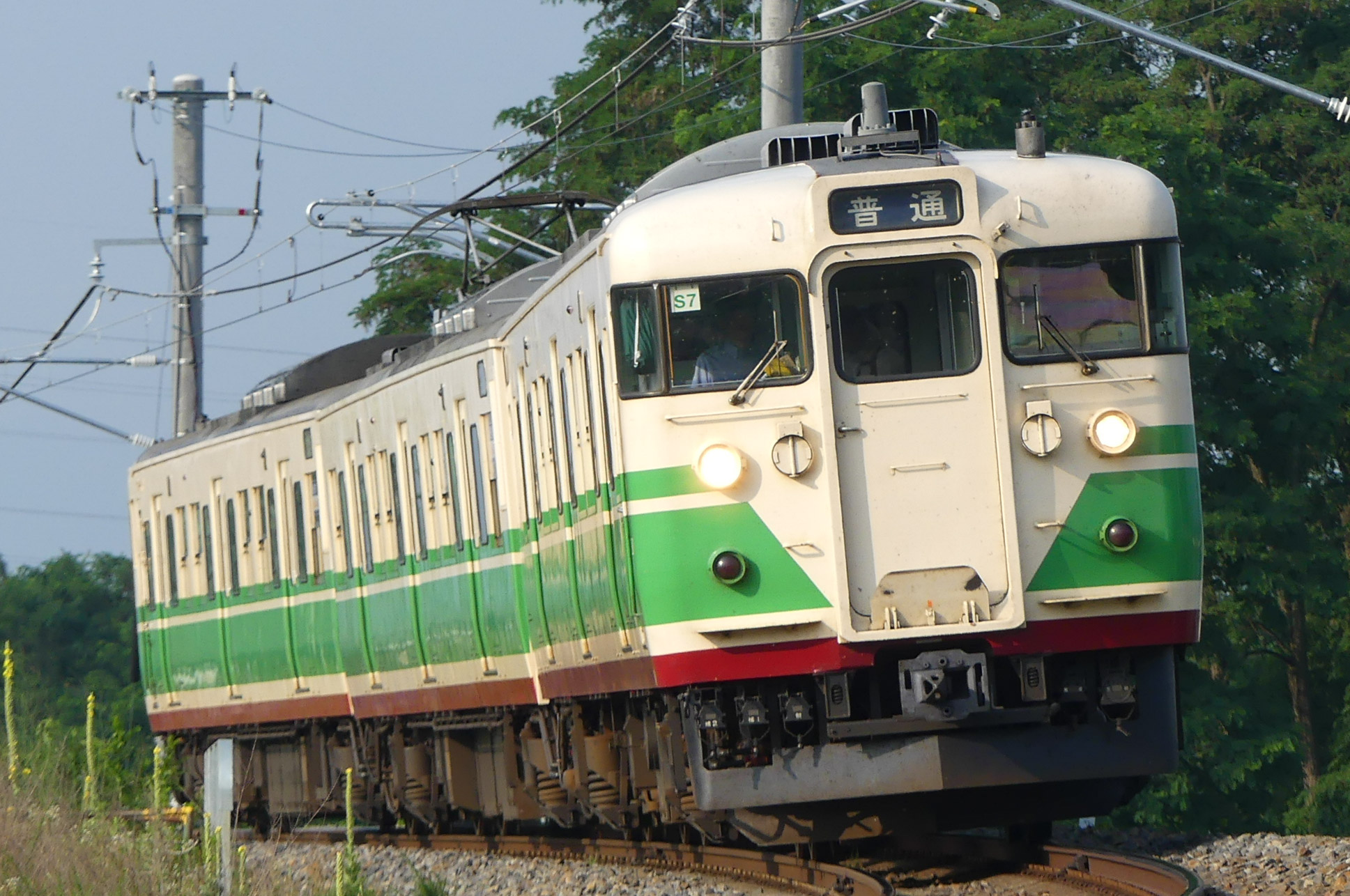
115系「初代長野色」
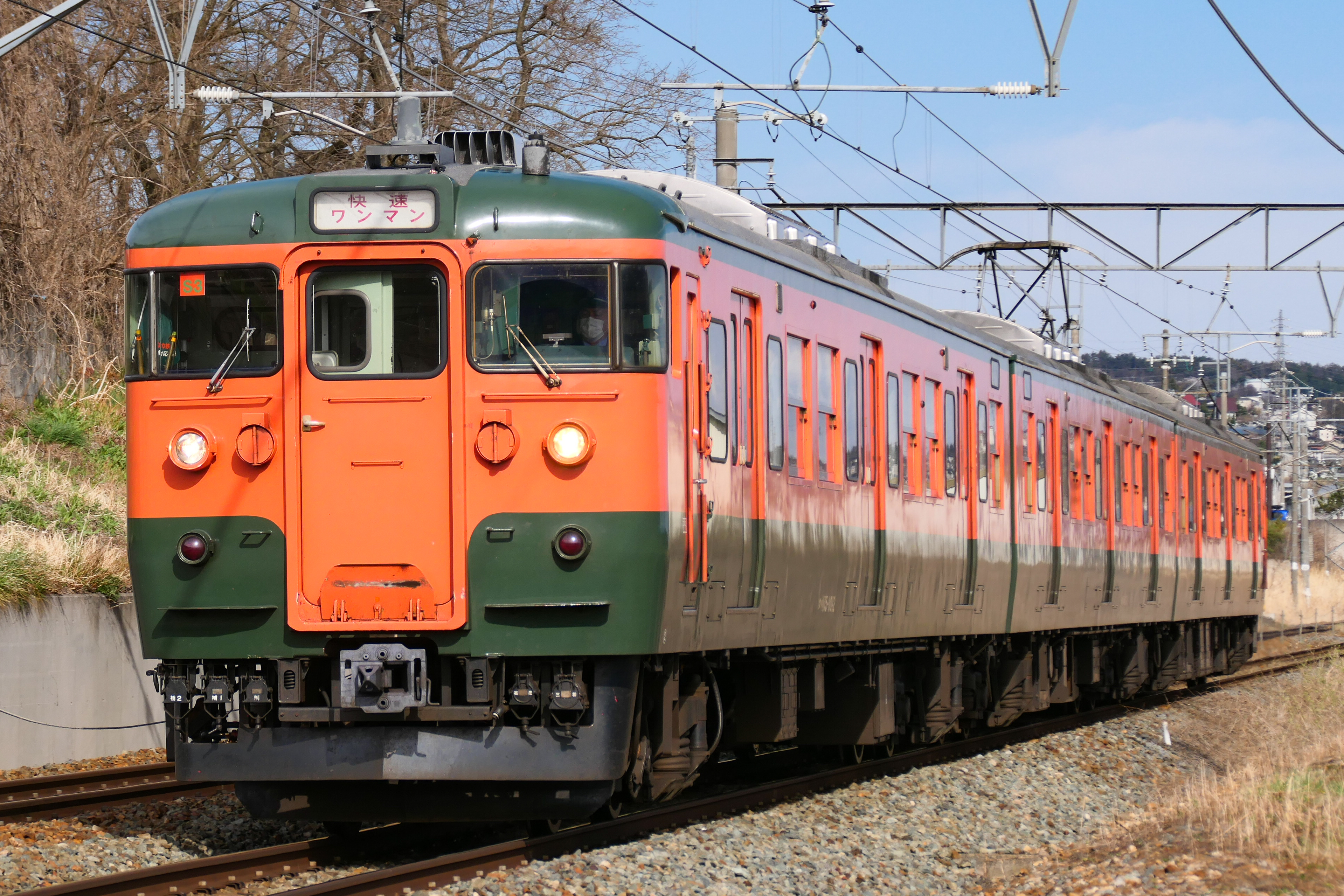
115系「湘南色」
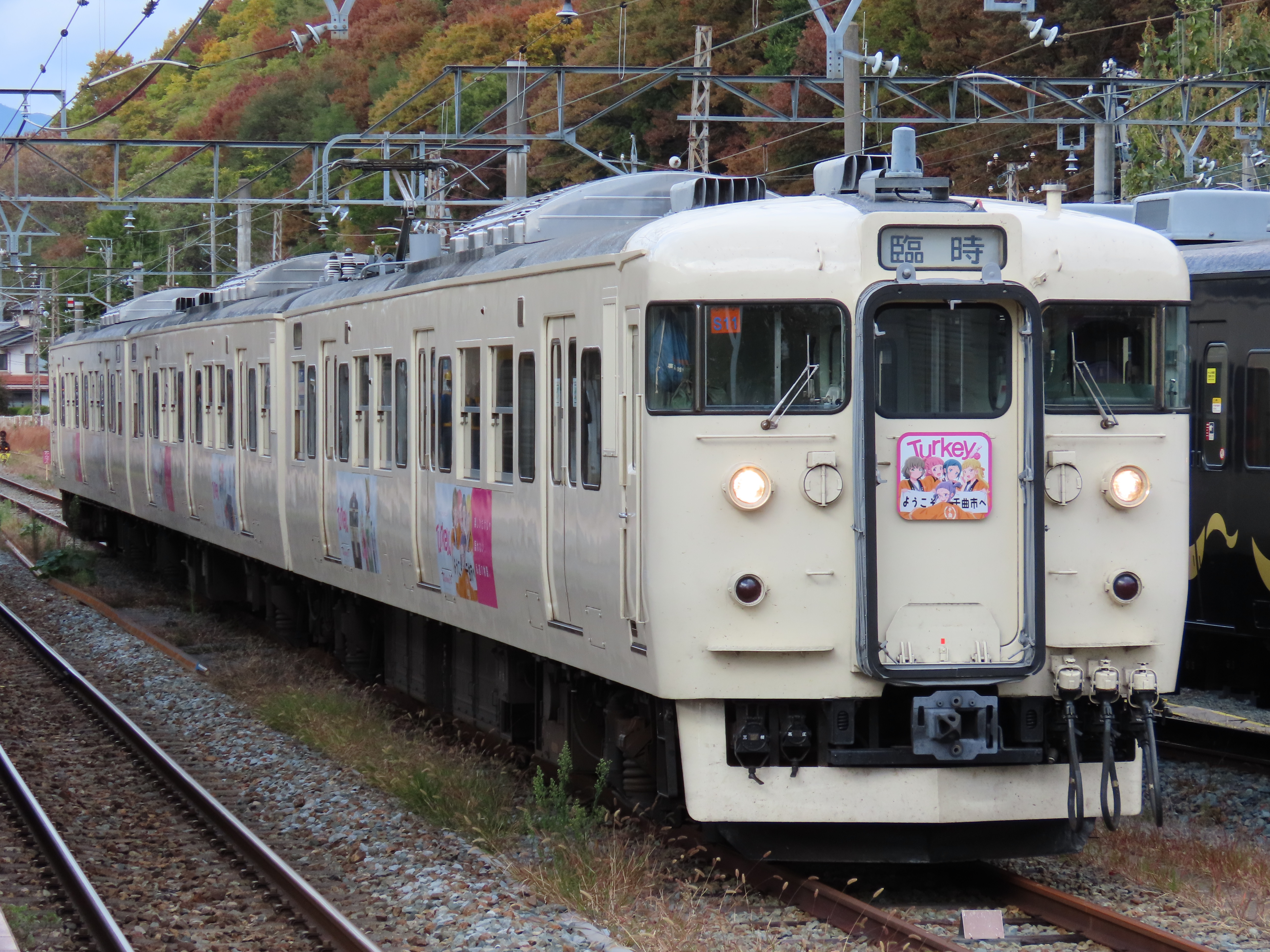
115系『Turkey!』ラッピング
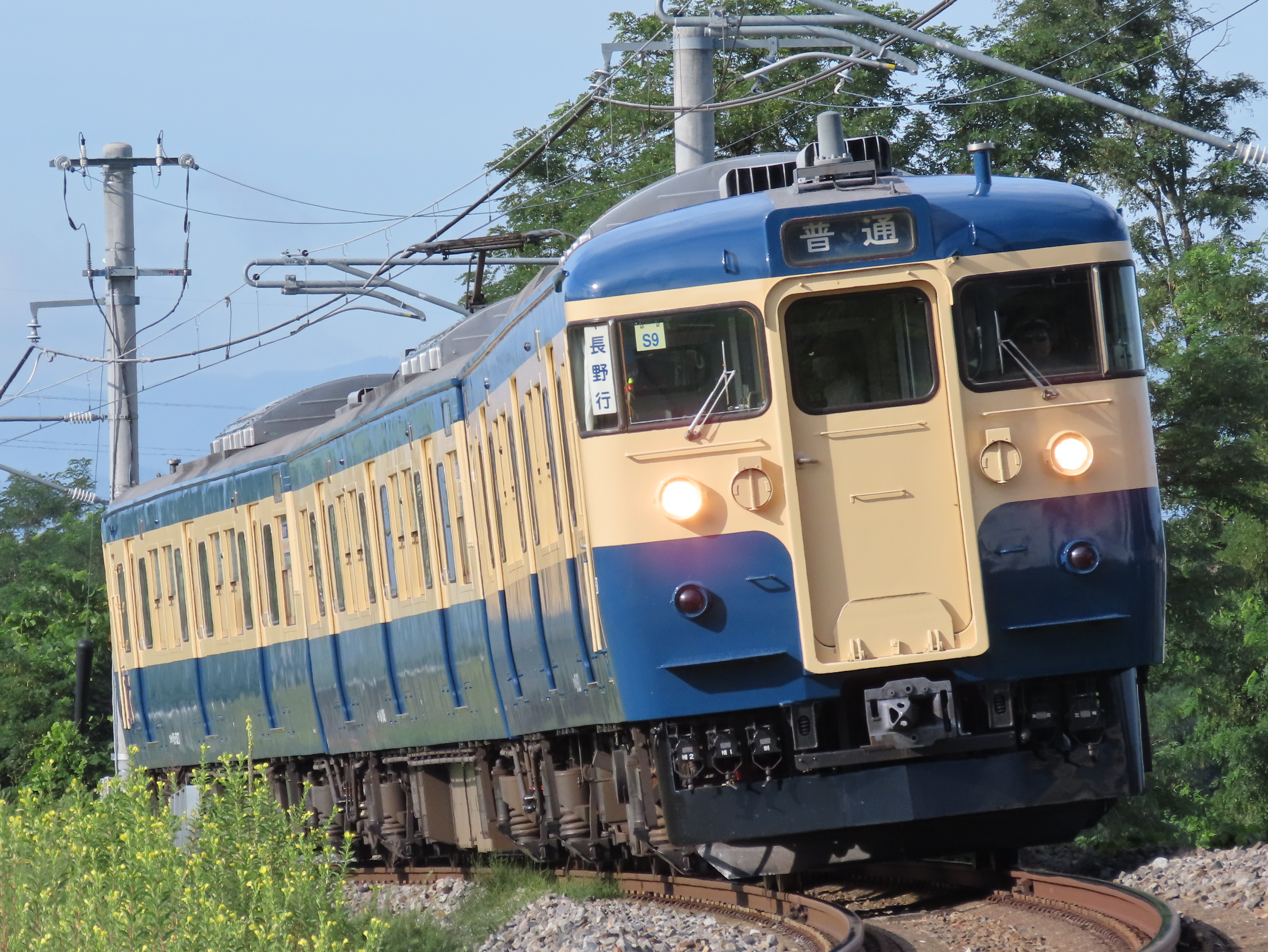
115系「横須賀色」

SR1系
2023年1月14日現在、100番台S101 - S103編成、200番台S201 - S204編成、300番台S301 - S306編成の13編成26両が在籍する。
軽量ステンレス車両「sustina S23シリーズ」（20 m級 3扉車）に属する。仕様は同様に「S23シリーズ」であるJR東日本E129系と同一となる。
「ライナー編成」（100番台）と「一般編成」（200番台・300番台）があり、2020年に導入された3編成はすべてライナー編成である。ライナー編成は座席にデュアルシートを採用し、電源コンセント、カップホルダーを装備するほか、Wi-Fiサービスを提供する。一般編成はE129系同様に車両前後でセミクロスシートとロングシートを組み合わせた構成である。なお、115系では使用不可としていたトイレが両仕様とも設置されている。
115系の置き換えのため2020年から2026年にかけて26編成52両を導入する予定であったが、2020年11月25日に、新型コロナウイルス感染症の流行による収支悪化を受けて、車両更新計画の延期・縮小が発表され、2027年度までに最大46両を導入する計画に見直された。
2021年3月13日のダイヤ改正より一般車4編成が運行開始。これにより、2021年3月改正時点で全列車のうち約3割がSR1系に置き換えられた。続いて同年12月11日から一般車3編成が運行を開始した。
2022年3月12日のダイヤ改正より一般車3編成が運行開始。これにより、2022年3月改正時点で全列車のうち約4割がSR1系に置き換えられた。
- SR1系100番台
（ライナー編成）
- SR1系200番台
- SR1系300番台

| SR1系300番台+SR1系200番台 （2025年8月13日 上田駅で撮影） | SR1系100番台+SR1系300番台 （2025年8月13日 上田駅で撮影） | SR1系200番台 S202編成 （2025年8月13日 上田駅で撮影） |

### 過去の保有形式
169系
1997年の軽井沢駅 - 篠ノ井駅間の運営継承時にJR東日本から169系3両編成3本（S51 - S53編成）を譲り受け、1998年に同社から1本を追加譲受し（S54編成）、最終的に計4本（12両）が在籍していた。この4本以外にもう1本部品供給用に3両1編成を保有していたが、車籍は存在しなかった。
2011年7月1日にはJR東日本管内での営業運転を終了し、2013年3月15日をもって自社線での定期運行を終了、同年4月27日 - 29日に行われた「さよなら運転」をもって運用を終了し、同年8月1日までに全車廃車となった。

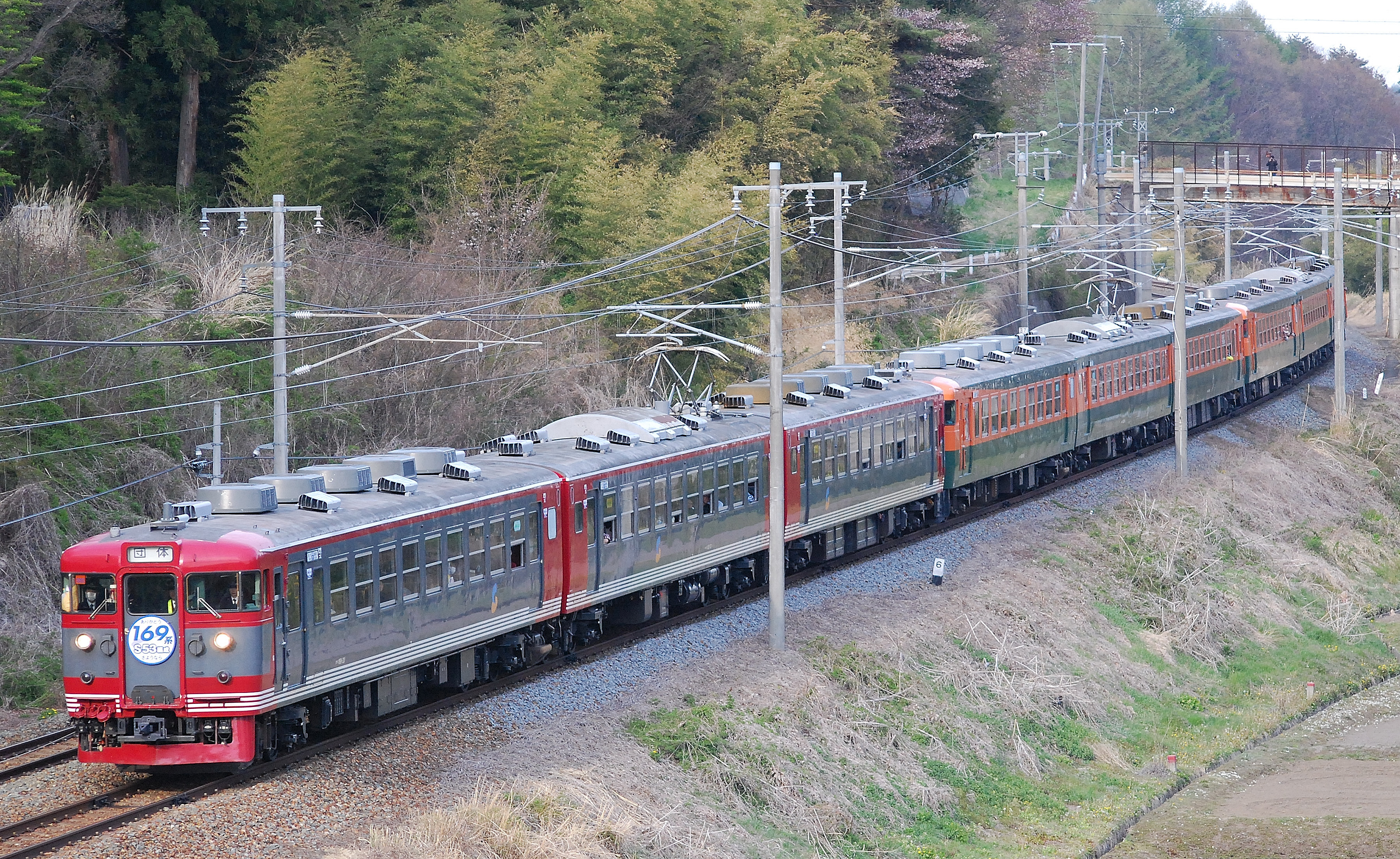
169系
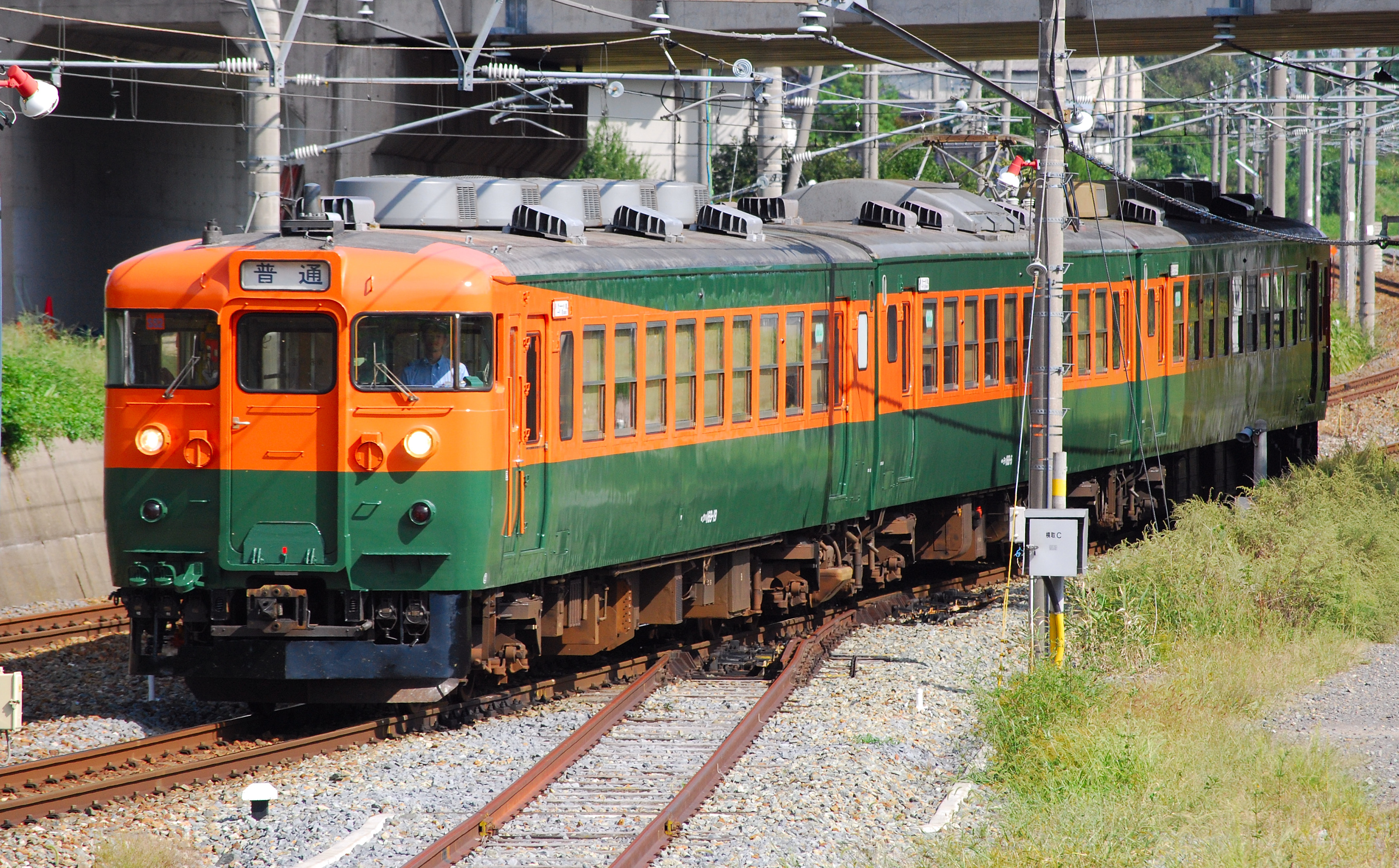
169系「湘南色」

#### SR1系以前の車両導入計画・構想
以下に示すように、前述のSR1系以前にも、新製車両及び他事業者からの中古車両の購入計画があったが、いずれも実現しなかった。
- 2002年（平成14年）の杉野の社長就任後に発表された「20の改革メニュー」においては「ライナーに使用している車両を（注：平成）15〜16 年度で更新する。（営団地下鉄（当時）の中古車を利用）[53]」とされていたが、実現することはなかった。
- 2004年（平成16年）度を初年度とする「中期経営計画（第一次五ヵ年計画）」においては、効率化とライナー列車の増発を狙い、169系電車12両を2006年（平成18年）度から2008年（平成20年）度に5編成10両の車両で更新することを挙げていた[54]が実行されることはなく、2011年（平成23年）に「中期経営改革（第二次五か年計画）改定版」において「平成25年度以降に、中古車にて更新」と方針が示され[55]、169系については2013年（平成25年）度に115系の追加購入により置き換えられた[56]。
- 2012年（平成24年）2月9日に開かれた「しなの鉄道活性化協議会」平成23年度第3回協議会においては、5か年計画で実施する輸送設備更新の一環として、2016年度に2両編成3本の新造車両を導入する計画案を示し、その予算を9億円と見込んでいた[56]。その後、2013年（平成25年）3月に、しなの鉄道が策定した「第三次中期経営計画」において「老朽化が進む115系車両に代わる次期主力車両について、導入に向けた準備を進める」ことが示され[57]、北しなの線開業後の2015年（平成27年）4月に公表された同計画の改訂版では、輸送設備更新と乗客サービスの向上を目的に「115系車両の更新時期を見据え、平成27年度を目途に中長期的な車両更新計画を策定し、導入に向けた準備を進める」としていたが[58]、具体化することはなかった。
- 2017年（平成29年）1月には、2017年度中に中古リクライニングシート車を導入し、平日はライナー列車、休日は軽井沢駅 - 妙高高原駅間を直通する観光列車への充当を構想していることが報じられたが[59][60]、これについても実現せず、前述の新製車両の投入決定に至った。

### 車両基地
仕業検査は戸倉駅構内の車両基地で、交番検査・重要部検査・全般検査は屋代駅構内の長電テクニカルサービス屋代車両検査場で、それぞれ行われる。
なお、しなの鉄道管内には開業以来汚物処理施設が設置されておらず、その後も「大規模な処理施設建設を伴い財政負担が困難（原文ママ）」として設置を見送り続けてきた。このため、しなの鉄道所属となった車両は、後年「ろくもん」に改造された115系S8編成を除き、トイレを閉鎖している。
なお、前述のSR1系にはトイレが設置されるため、車両基地内に汚物処理施設を建設することとなった。

## 案内放送
車内放送はSR1系は加藤純子が日本語放送、亀井佐代子が英語放送、115系の英語放送はリアド慈英蘭が担当している。
なお、2018年に当時の社長の玉木が、長野電鉄の特急の車内放送を担当していた信越放送アナウンサー（当時）山崎昭夫にSR1系の車内放送を依頼したが断られている。

## 運賃・料金等
2024年時点では、SuicaやPASMOなどの交通系ICカードでの運賃精算は一切不可となっているが、2025年度中に導入する方針を固めたことが報じられている。

### 運賃
大人普通旅客運賃（小児半額、10円未満は切り上げ）（2019年10月1日改定）
しなの鉄道線の「駅一覧」および北しなの線の「駅一覧」から乗車駅・降車駅間の営業キロを計算して1 km単位に切り上げ、それを下表に当てはめたものが運賃となる。
なお後述する通過連絡運輸により、しなの鉄道線各駅と北しなの線各駅相互間を信越本線経由で乗車する場合、しなの鉄道区間の運賃はJR区間（篠ノ井 - 長野：9.3 km … 200円）を挟んだ前後のしなの鉄道区間の営業キロを通算して求める特例が適用される。
| キロ程    | 運賃（円）                                                                 |
| --------- | -------------------------------------------------------------------------- |
| - 3 km    | 190                                                                        |
| 4 - 6     | 230                                                                        |
| 7 - 9     | 240                                                                        |
| 10 - 11   | 260                                                                        |
| 12 km以上 | 20.05円×営業キロ（1 km未満端数切上げ）×1.10（消費税） （10円未満切り上げ） |

### 乗車券発売範囲（連絡運輸・通過連絡運輸・乗継割引）

#### 自社で設定・発売するもの
自社で取り扱う乗車券の発券範囲は以下の通り。
連絡乗車券の発売範囲は、2002年（平成14年）に発売駅・発売範囲を大幅に縮小し、その後、長野電鉄屋代線廃止、北しなの線開業を経て現在の形となっている。なお、妙高高原駅での発売については、同駅がえちごトキめき鉄道管轄のため、えちごトキめき鉄道が同駅を対象とする連絡運輸区間に対してのみ発売される。「えちごトキめき鉄道#連絡運輸」も参照。
凡例・備考
- ○…自社窓口・券売機で取り扱い
- ×…自社での取り扱いなし
- ―…自社線扱いの駅
- しなの鉄道線・北しなの線相互間はいずれも信越本線経由

| 発着駅           | 発着駅       | 発着駅     | 発着駅                         | 発着駅                         | 発着駅   | 発着駅                         | 発着駅   | 発着駅                               | 発着駅              |
| 発着駅           | しなの鉄道   | しなの鉄道 | JR東日本                       | JR東日本                       | JR東日本 | JR東日本                       | JR東日本 | JR東日本                             | えちご トキめき鉄道 |
| 発着駅           | しなの鉄道線 | 北しなの線 | 小海線                         | 篠ノ井線                       | 信越本線 | 信越本線                       | 信越本線 | 飯山線                               | 妙高はねうま ライン |
| 発着駅           | 各駅         | 各駅       | 東小諸駅から 小海駅まで の各駅 | 松本駅から 稲荷山駅まで の各駅 | 篠ノ井駅 | 今井駅から 安茂里駅まで の各駅 | 長野駅   | 信濃浅野駅から 森宮野原駅までの 各駅 | 妙高高原駅 除く各駅 |
| ---------------- | ------------ | ---------- | ------------------------------ | ------------------------------ | -------- | ------------------------------ | -------- | ------------------------------------ | ------------------- |
| しなの鉄道線各駅 | ○            | ○          | ○                              | ○                              | ―        | ○                              | ○        | ×                                    | ×                   |
| 北しなの線各駅   | ○            | ○          | ×                              | ○                              | ○        | ○                              | ―        | ○                                    | ○                   |

##### 過去に連絡運輸を実施していた区間
開業時点では以下の区間とも連絡運輸を実施していた（名称は連絡運輸終了時点でのもの）。
- 北陸新幹線（東京駅まで）
- 長野電鉄屋代線（←河東線）（須坂駅まで）
- 上田交通（→上田電鉄）別所線（別所温泉駅まで）
- 信越本線（長野駅 - 豊野駅間）→自社線（北しなの線）に編入。

#### JR東日本で設定・発売するもの
JR東日本側ではしなの鉄道各線を通過する通過連絡運輸として、以下のものが設定されている。なお、しなの鉄道自体は信越本線黒井駅 - 新潟駅間を連絡運輸範囲に含めていないため、より黒井駅に近い長野駅以北の自社線の駅よりも、遠い安茂里駅以南のJR東日本管轄の駅の方が連絡運輸範囲が広い現象が発生している。
| 発着駅                               | 経由                                                | 発着駅                      |
| ------------------------------------ | --------------------------------------------------- | --------------------------- |
| 小海線 東小諸駅 - 小海駅             | しなの鉄道線 （小諸駅 - 篠ノ井駅）                  | 篠ノ井線 松本駅 - 稲荷山駅  |
| 小海線 東小諸駅 - 小海駅             | しなの鉄道線 （小諸駅 - 篠ノ井駅）                  | 信越本線 今井駅 - 長野駅    |
| 篠ノ井線・信越本線 松本駅 - 安茂里駅 | 北しなの線 （長野駅 - 豊野駅）                      | 飯山線 信濃浅野駅以遠の全線 |
| 篠ノ井線・信越本線 松本駅 - 安茂里駅 | 北しなの線 妙高はねうまライン （長野駅 - 直江津駅） | 信越本線 黒井駅 - 新潟駅    |

### 料金等
- 指定席券（ろくもん）…1020円（小児半額）[71]
- 指定席券（軽井沢リゾート号）…500円（小児半額）
- 座席指定券（しなのサンライズ号・しなのサンセット号）…300円（小児同額）
  - 北しなの線長野 - 豊野間には飯山線直通の臨時快速列車「おいこっと」（全車指定席）などが運転される場合があるが、北しなの線内の指定席料金は不要である。また、北しなの線内の途中駅に停車は設定されない[注 4]。

### 途中下車
しなの鉄道では片道の営業キロが100 kmまでの乗車券では途中下車ができない、としている。
自社線内のみで片道101 km以上の乗車券は存在しないため、途中下車が可能なのはJR線など他社にまたがる連絡乗車券等（例：軽井沢駅 - 篠ノ井駅 - 長野駅 - 妙高高原駅）に限られることになる。

### 障害者割引
JRと同じく身体障害者割引・知的障害者割引のほか、精神障害者割引も設定されている。各種障害者手帳を提示すれば普通運賃より5割引となる。JRは精神障害者に対する割引を行っていないため、精神障害者割引利用の際は篠ノ井駅、長野駅、豊野駅などのJRとの接続駅まで購入し、下車駅で清算する必要がある。

## 企画乗車券
発売額は2019年10月1日現在
- 軽井沢・長野フリーきっぷ
  - しなの鉄道線・JR信越本線篠ノ井駅 - 長野駅間の快速を含む普通列車が指定の1日間乗り降り自由の乗車券。信濃追分駅、平原駅、篠ノ井駅、妙高高原駅を除くしなの鉄道各駅と長野駅しなの鉄道きっぷ売り場で発売。発売額は、大人2390円、小人1200円。[74]
- 北しなの線フリーきっぷ
  - 北しなの線が指定の1日間乗り降り自由の乗車券。長野駅しなの鉄道きっぷ売り場、北長野駅、三才駅、豊野駅、牟礼駅、黒姫駅の各駅と、えちごトキめき鉄道妙高高原駅（2015年12月1日から）で発売。発売額は、大人1020円、小人510円[75]。「軽井沢・長野フリーきっぷ」所持者・同時購入者には北しなの線フリーきっぷと同効力の「北しなの線リレーきっぷ」を大人510円・小人260円で発売[76]。

これらに加えて、東御市観光周遊循環バス（まるっと信州とうみ号）とセットになった「軽井沢－東御 休日ワインきっぷ」、上田電鉄別所線と乗り継げる「軽井沢・別所温泉フリーきっぷ」など期間・区間を限定した割引乗車券を取り扱うほか、記念乗車券を発売することもある。
2018年には、台湾鉄路管理局との友好提携締結に伴い、訪日外国人向けを含む自社のフリーきっぷ類と台鉄の集集線、内湾線、平渓線・深澳線用1日乗車券および、旧山線レールバイクが、台湾側は集集線の1日券および同年の花蓮地震の復興支援を兼ねて花蓮駅発着の使用済み乗車券をしなの鉄道のものと2019年3月末まで無料交換できる相互交流を開始した。

## 宣伝・集客活動

### 映画・テレビ撮影などの誘致
2005年より、鉄道施設内での映画、テレビドラマ、コマーシャルのロケーション撮影の誘致を開始し、同年より撮影が行われている。NHK ドラマ8『七瀬ふたたび』（2008年10月9日 - 12月11日放送）の第1話では主人公3人が出会うシーンで使用された。映画『わたしは光をにぎっている』（2019年）では、しなの鉄道牟礼駅が使われている。

### しなてつファンクラブ
しなの鉄道では、利用促進につながるサービスの提供や情報発信を行い、利用の拡大及び利用者・沿線住民とのコミュニケーションの強化を目指すことを趣旨として、2002年（平成14年）からファンクラブ制度を導入している。
2002年、しなの鉄道が経営改革の一環として公表した「20の改革メニュー」に、車両の維持費や保線費用を、沿線や県内のみならず全国に支援を求める策として「しなの鉄道レール&トレインサポーター」の制度導入が盛り込まれ、同年7月に発足、翌8月から運営を開始した。レールの保守費を支援する「レールサポーター」と車両の保守費を支援する「トレインサポーター」の2種類が設けられ、会員登録者には会員証を送付するだけでなく、会員の氏名を駅構内の枕木や車両内に掲示するサービスを実施した。これがファンクラブ制度の前身である。
2006年（平成18年）、前掲のサポーター制度を発展統合する形で「しなの鉄道ファンクラブ」が創設された。年会費は10,000円（一般・子供とも同額）で、会員登録者には会員証の送付をはじめ、期間限定フリーきっぷの進呈、ビアトレインなどイベント列車ツアーへの招待などが特典として付与された。
だが会員は鉄道ファンが中心で入会者数も100人程度と伸び悩んだことから、しなの鉄道社長の藤井武晴は2013年（平成25年）6月18日の株主総会後の記者会見でファンクラブ制度のリニューアルを実施する方針を明らかにし、より多くの人が入会できるよう会費を引き下げるのをはじめ、各種割引の付与や、しなの鉄道の取り組みを知らせる会報の発行など、特典内容を見直す意向を示した。
このリニューアルは同年10月1日付で実施し、組織名称も「しなてつファンクラブ」に改称した。年会費が一般会員1000円・子供会員500円（入会時小学生以下で保護者の入会も必要）に引き下げられたのに加え、新たにポイント制度が導入された。会員登録者は、しなの鉄道の窓口等で定期券・フリーきっぷ・企画乗車券・オリジナルグッズを購入したり、ファンクラブイベントへ参加したりする際、会員証を兼ねるポイントカードを提示するとポイントが付与され、貯まったポイント数に応じてノベルティグッズや、しなの鉄道の利用券と交換できる。会員にはその他、しなの鉄道が主催する旅行商品を割引価格で利用できるほか、春休み・夏休みに開催する車両基地無料見学など会員限定イベントへの参加、年2回のファンクラブ会報の送付などの特典がある。

### 鉄道むすめ
しなの鉄道のSR1系添乗員兼駅係員という設定の鉄道むすめ「上田れむ」が2021年1月にデビューした（姓は上田駅、名前は牟礼駅の逆さ読み）。

### プロジェクト115
2024年1月15日から行っている、2028年までに順次引退する115系電車を活用して自社のファンを増やすプロジェクト。
- 旧国鉄色（青とクリーム色の「横須賀色」）の復活、イベント列車の運行
- 鉄道好きタレントによるトークショー
- 115系をモチーフにしたグッズ販売

などを実施して撮影や乗車に訪れる客を増やす取り組みを行っている。